# Prylouky (P153)
Prylouky (P153) (« U153 » jusqu'à mi-2018) est un bateau lance-missiles-hydroptère du Project 206MP (classe Matka selon la classification OTAN) de la marine ukrainienne. Jusqu'en 1995, il était immatriculé P-262 de la flotte de la mer Noire de l'URSS. Depuis 2014, il est basé à Odessa. À partir de décembre 2018, les lanceurs de missiles ont été démontés du bateau.

## Conception
Ce projet de bateau lance-missiles sur hydrofoil était une version évolutive du grand projet de torpilleur 206M, développée en 1955. Les superstructures sont faites d'alliages légers. Le principal atout du navire était constitué de deux lance-missiles antinavires P-15 Termit pesant 2,5 tonnes, avec une portée de tir de 80 km et une masse d'ogive de 513 kg. Les missiles du projet 206MP étaient conçus pour détruire les navires de guerre et véhicules amphibies ennemis en mer et sur leurs bases dans la zone proche de la mer.

## Historique
Le navire a été lancé le 30 novembre 1979. Jusqu'au 30 décembre 1995, il était membre de la marine soviétique de la 296e division des petits navires lance-missiles de la 41e brigade de bateaux lance-missiles de la flotte de la mer Noire. En août 1985, le bateau a été mis en réserve pour la conservation.
En février 1996, conformément à l'accord ukraino-russe sur les paramètres de répartition de la flotte de la mer Noire, le bateau lance-missiles a été transféré à la marine ukrainienne. Le navire a été baptisé Prylouky (U153) en l'honneur de la ville de Prylouky dans l'oblast de Tchernihiv.
Le 20 mars 2014, le pavillon de la marine ukrainienne a été abaissé sur le navire et le pavillon de la marine russe a été hissé. Il a été remorqué jusqu'à la baie de Sébastopol. Le 11 avril 2014, le Prylouky sans pavillon d'identification a été sorti de Sébastopol par des remorqueurs russes à l'extérieur de la zone territoriale de 12 milles, où il a été remis au remorqueur civil ukrainien Bakai pour remorquage à Odessa.
Le 6 décembre 2014, à l'occasion du 23e anniversaire des Forces armées ukrainiennes, le commandement de la marine ukrainienne a organisé le libre accès des civils au navire de guerre. Le 11 septembre 2015, il a participé à la phase active des exercices Sea Breeze 2015.
En 2015-2016, il a subi des réparations au Mykolayiv Shipyard à Mykolaïv, et a été relancé le 11 mars 2016.
Début avril 2017, il a participé à des exercices conjoints PASSEX avec des navires des forces navales de la République de Turquie.
Le dernier jour de 2017 en mer Noire, une opération conjointe du contre-espionnage militaire des services de sécurité d'Ukraine, de la marine ukrainienne et de la garde maritime ukrainienne a arrêté un navire battant pavillon tanzanien. L'opération spéciale a été réalisée avec le soutien de bateaux d'artillerie blindés Akkerman (U174) et Berdyansk (U175), ainsi que des bateaux du Service de sécurité de l'État.
Le 5 avril 2019, le bateau et la frégate NCSM Toronto (FFH 333) de la Marine royale canadienne se sont rendus en mer Noire pour des exercices PASSEX.
Début mai 2019, le bateau Prylouky et le navire de reconnaissance hydrographique HMS Echo (H87) (en) de la Royal Navy ont effectué une formation PASSEX conjointe en mer Noire.

## Galerie

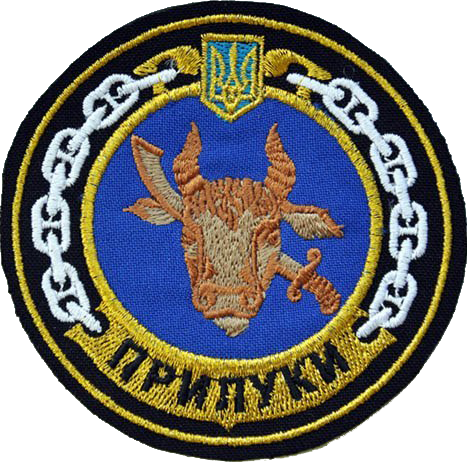
Insigne du Prylouky
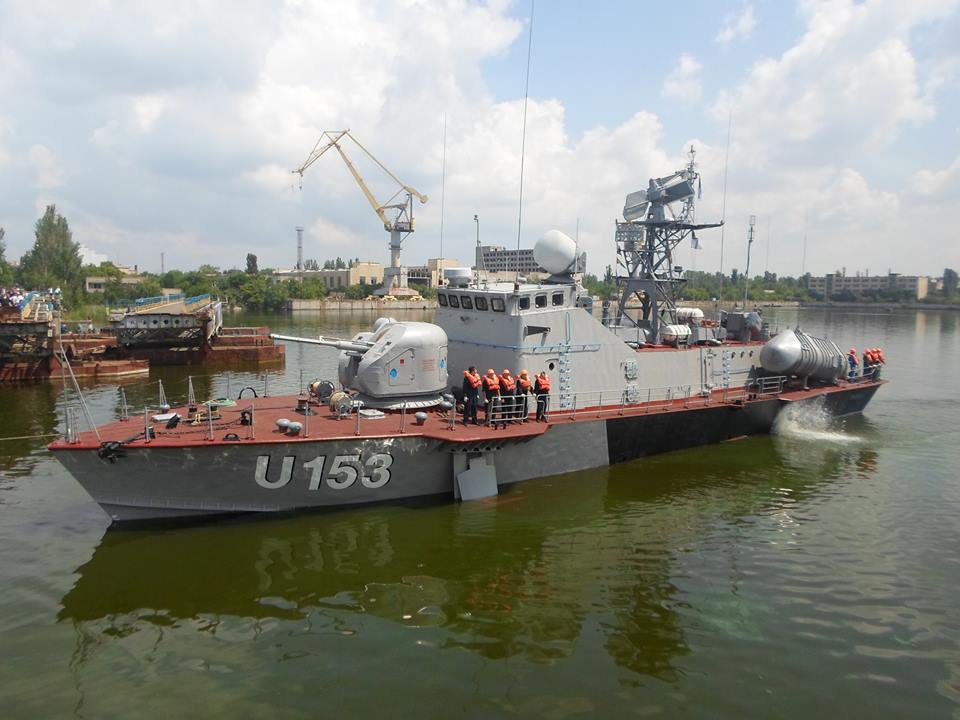
Prylouky en 2016
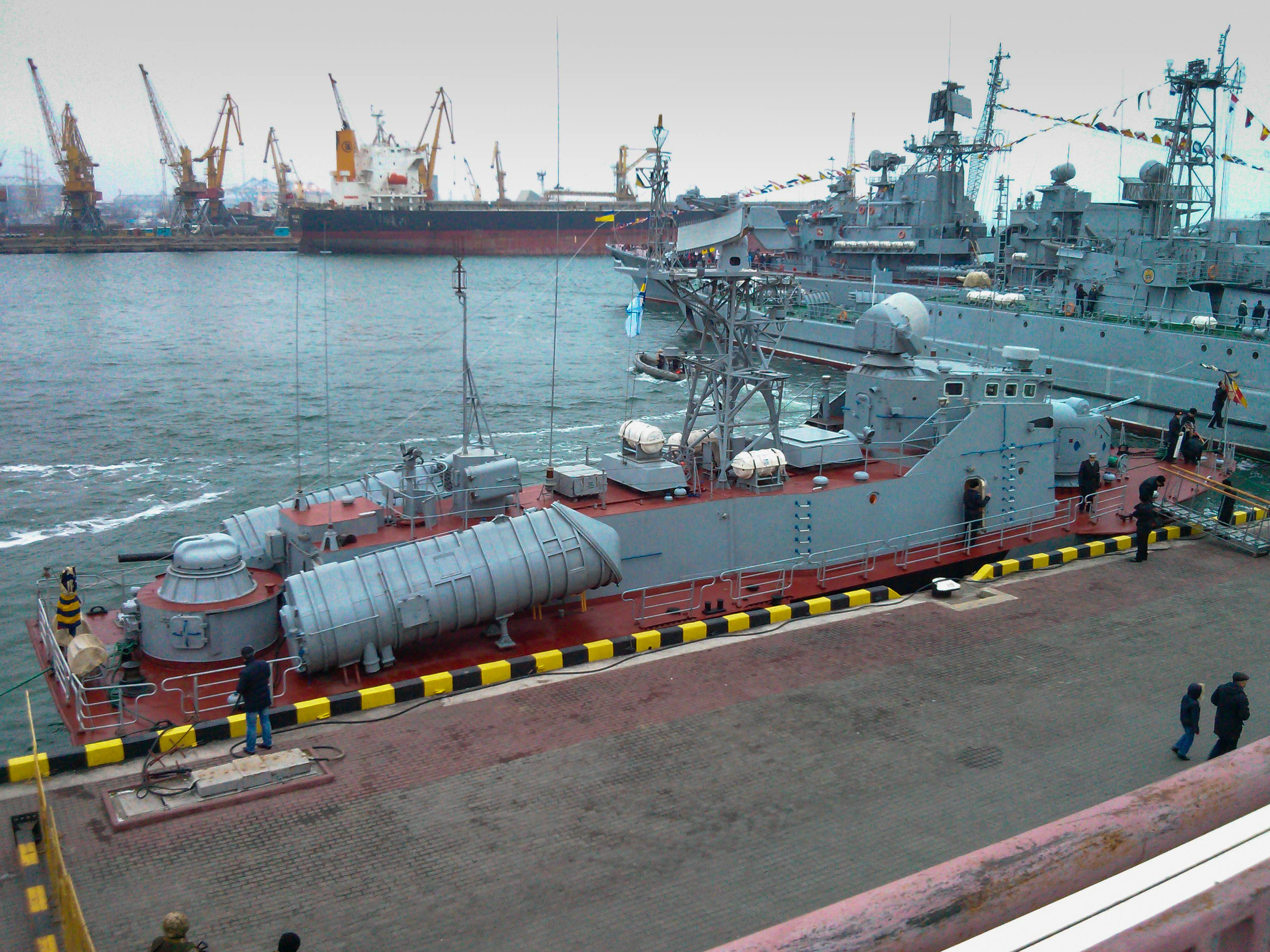
Prylouky à Odessa